# Cratere Prospero
Prospero è un cratere sulla superficie di Miranda.